# Мортимер, Роджер, барон Вигмор
Ро́джер де Мо́ртимер (англ. Roger Mortimer; умер до 8 июля 1214 года) — английский аристократ, барон Вигмор примерно с 1180 года.

## Биография
Роджер де Мортимер родился в семье Гуго де Мортимера и Мод де Мешен. Он впервые упоминается в источниках в 1174 году, когда он поддерживал короля Генриха II в его борьбе с мятежными сыновьями. В 1179 году Роджер убил валлийского князя Кадуаллона, находившегося под защитой короля, и за это был отправлен в тюрьму, а у его отца конфисковали Вигморский замок. Уже в следующем году Гуго де Мортимер умер, а ещё через год Роджер получил прощение и свободу и вступил в права наследования.
К этому времени Мортимеры достигли больших успехов в Центральном Уэльсе и стали одним из самых могущественных родов Валлийской марки. Роджер продолжил экспансию. В 1195 году, получив помощь от короля, он предпринял вторжение в Майлиэнид и построил на его территории замок Кимарон. В следующем году он объединил свои силы с Гуго де Сеем, но в большом сражении с князем Дехейбарта Рисом ап Грифидом под Раднором потерпел полное поражение, так что погибли, если верить источникам, 40 английских рыцарей и много пехотинцев. К 1200 году Роджеру всё же удалось подчинить себе Майлиэнид.
Роджер де Мортимер умер в 1214 году, оставив наследником старшего сына Гуго (Хью).

## Семья
Роджер де Мортимер был женат на даме из рода Феррерсов — либо на Изабелле, дочери Валхелина де Феррерса, либо на Милисент, дочери Роберта де Феррерса, 2-го графа Дерби. В этом браке родились четверо детей:
- Мортимер, Гуго, барон Вигмор (умер в 1227)[3];
- Ральф де Мортимер, барон Вигмор (умер в 1246)[3];
- Филипп де Мортимер;
- Джоанна де Мортимер; муж — Уолтер Бошан[3][8].